# 荒垣秀雄
荒垣 秀雄（あらがき ひでお、1903年7月19日-1989年7月8日）は、昭和期の新聞記者・コラムニスト。岐阜県吉城郡（現在の飛騨市）出身。

## 経歴
1926年、旧制斐太中学(現岐阜県立斐太高等学校)を経て早稲田大学政治経済学部卒業。東京朝日新聞に入社。1930年（昭和5年）に飛行家の東善作がロサンゼルスから東京へ三大陸横断飛行を達成した際には、朝日新聞紙上に連載された本人名義の紀行文のゴーストライターを務めている。その後満州事変の従軍記者として活躍し、1937年のジョージ6世戴冠式に特派され文名を高めた。1939年に東京本社社会部長になる。その後、リオデジャネイロ支局長やマニラ総局長を歴任する。
太平洋戦争終結後の1945年11月に論説委員となり、「天声人語」を17年半にわたって担当してその名を高め、1956年に第4回菊池寛賞受賞（「天声人語」の執筆により）。1963年の退社後はコラムニスト・自然保護活動家として活躍、日本自然保護協会会長などを務めた。

## 出演番組
- この人この道（NHK総合） - きき手

## 著書
- 北飛騨の方言 刀江書院 1932 言語誌叢刊
- 新日本の足音 河出書房 1948
- 戦後人物論 八雲書店 1948
- 現代人物論 河出書房 1950
- 民族の微苦笑 天声人語より 光文社 1950
- 新聞の眼 河出書房 1951
- 喜怒哀楽 赤紙の夢など 要書房 1952
- 題名のない新聞欄 天声人語より 河出書房 1952
- 世相の風土 要書房 1953
- 新聞の片隅の言葉 天声人語から 暮しの手帖社 1954
- 社会散歩 1955 河出新書
- 世相の四季 朝日新聞・天声人語より 春陽堂書店 1957
- ふだんぎ抄 六月社 1957
- コラムのつぶやき 角川書店 1958
- 世相歳時記 有紀書房 1959
- 街路樹の独語 春秋社 1962
- 人も世も花も 春秋社 1962
- 人も世も花も 続 春秋社 1963
- 自然 「天声人語」十八年の歳時記 朝日新聞社 1964
- 飛騨 風土と民俗 細江光洋写真 朝日新聞社 1964
- 世相のながれ 「天声人語」にみる戦後18年 恒文社 1966
- 時の素顔 荒垣秀雄対談　週刊朝日編集部編 恒文社 1965-66
- 季節の余白 朝日新聞社 1967
- ゴルフ博物誌 実業之日本社 1968
- 日本のふるさと 荒垣秀雄随筆集 原書房 1977.7
- 国栄えて山河ほろぶ ふるさとの自然誌 どうぶつ社 1978.3
- 森や山河や海のつぶやき 家の光協会 1979.4
- メダカのいる川 朝日ソノラマ 1980.11
- 花鳥ゴルフ歳時記 全国加除法令出版 1983.7 JED新書
- 荒垣秀雄ザ・コラム 天・声・人・語の巻 1984 角川文庫
- 花と緑のことば 講談社 1984.5
- 老樹の青春 朝日新聞社 1985.11
- 人・旅・自然 社会保険出版社 1986.12
- 自然と人生 講談社 1987.10
- 昭和-人も世も花も 騒人社 1989.3

## 編著
- 朝日新聞の自画像 鱒書房 1955
- 現代用語辞典 1956 河出新書
- 日本のレジスタンス 河出書房新社 1964
- 人生の恩師 私の勇気を目覚めさせたもの 大和書房 1969 銀河選書
- 日本の四季 朝日新聞社 1976 朝日小事典
- 四季の博物誌 1988.7 朝日文庫